# Leptorhamdia
Leptorhamdia — рід риб з родини Гептаптерові ряду сомоподібних. Має 3 види. Наукова назва походить від грецького слова leptos , що значить «тонкий», «стрункий».

## Опис
Загальна довжина представників цього роду коливається від 9,5 до 16 см. Голова відносно велика, дещо сплощена зверху. Очі великі. Є 3 пари вусів. Тулуб подовжений, стрункий. Спинний плавець піднятий високо, невеличкий. Жировий плавець довгий та масивний. Грудні та черевні плавці мають коротку основу, кінчики трохи загострені. Анальний плавець низький, довгий, але поступається жировому. Хвостовий плавець сильно розрізано.
Забарвлення коливається від коричневого до чорного. Деякі види мають контрастні плями.

## Спосіб життя
Біологія вивчена недостатньо. Є демерсальними рибами. Віддають перевагу прісним водоймам. Активні у присмерку та вночі. Живляться переважно дрібними водними безхребетними, рідше невеличкою рибою.

## Розповсюдження
Зустрічаються у басейні річок Ессекібо, Токантінс, Шінгу і Ріо-Негро.

## Види
- Leptorhamdia essequibensis
- Leptorhamdia marmorata
- Leptorhamdia schultzi